# Château de Chitry-les-Mines
Le château de Chitry-les-Mines est un château situé sur la commune de Chitry-les-Mines dans le département de la Nièvre.

## Historique
Le monument fait l’objet de plusieurs protections au titre des monuments historiques:
- une inscription depuis le 12 mars 1942 pour le château
- un classement depuis le 11 décembre 1987 pour la porte de l'ancienne chapelle dans l'angle Nord-Est de la cour et la galerie des Sybilles dans l'aile Ouest du château
- une inscription depuis le 11 décembre 1987 pour la terrasse et le mur de soutènement